# Yesui
Yesui [Jesui] bila je velika tatarska plemkinja, jedna od supruga velikog vladara Džingis-kana, osnivača carstva Mongola.
Njena je sestra Yesugen također bila Džingis-kanova žena. Obje su sestre imale dosta malen utjecaj pred svojim mužem.
Yesui je imala svoj dvor i bila joj je "dana" rijeka Tuul. Tu rijeku i danas Mongoli nazivaju kraljicom.
Yesui je 1226. pratila svog muža kad je on išao u kraljevstvo Tangut.